# الدوري السويدي الدرجة الأولى 2009
الدوري السويدي الدرجة الأولى 2009 (بالسويدية: Division 1 i fotboll för herrar 2009)‏ هو موسم من الدوري السويدي الدرجة الأولى. فاز فيه نادي ديجرفورس.